# Constantin Hansen

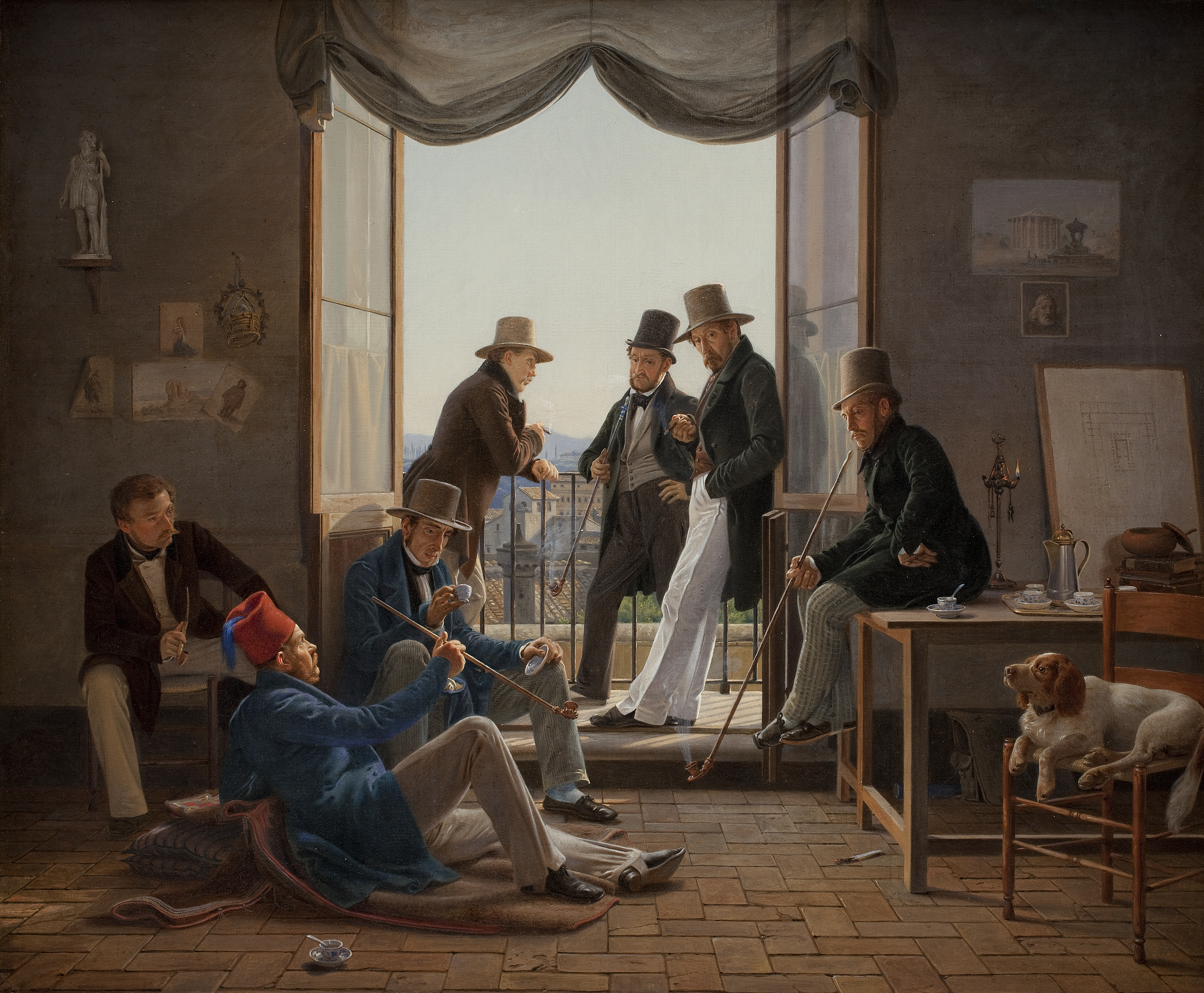
Artistas daneses en Roma, 1837

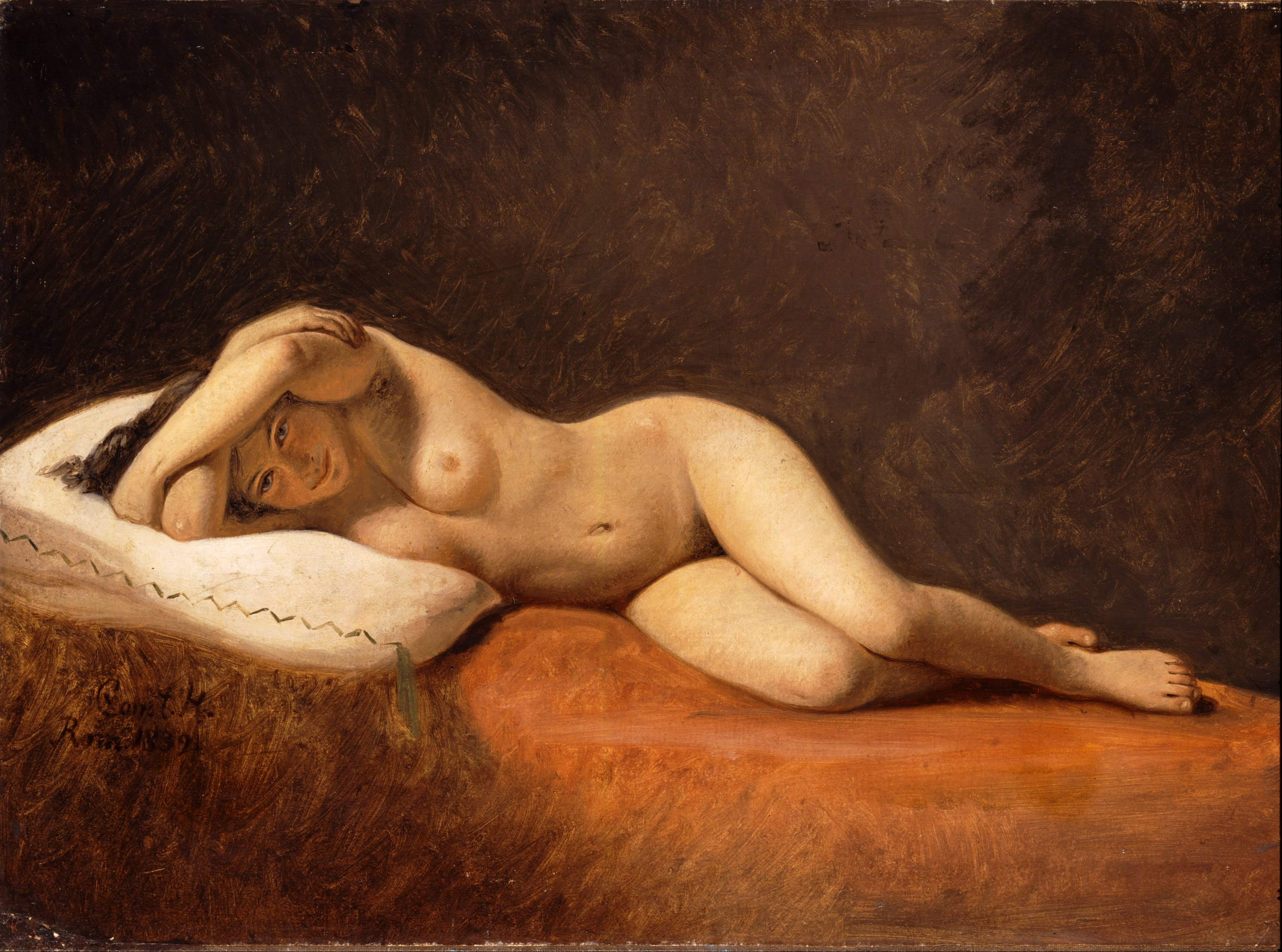
Modelo en reposo, 1839

Carl Christian Constantin Hansen (Constantin Hansen) (3 de noviembre de 1804 - 29 de marzo de 1880) fue uno de los pintores asociados a la Edad de Oro de la pintura danesa. Estaba profundamente interesado en la literatura y la mitología, e inspirado por el historiador de arte Niels Lauritz Høyen, intentó recrear una pintura histórica nacional basada en la mitología nórdica. Pintó también muchos retablos y retratos, incluida la histórica Asamblea Constitucional (Den grundlovgivende Rigsforsamling) entre 1861 y 1865.

## Primeros años
Nació en Roma, hijo del pintor de retratos Hans Hansen. La familia pronto se trasladó a Viena, donde la viuda de Wolfgang Amadeus Mozart se convirtió en su madrina de bautismo. En su primer año, la familia se mudó a Copenhague, donde se crio.

## Educación
Ingresó en la escuela de arquitectura de la Real Academia de Bellas Artes de Dinamarca (Det Kongelige Danske Kunstakademi) a los 12 años de edad, pero cambió su curso de estudio a pintura a la edad de 21 años. Comenzó su formación bajo Christoffer Wilhelm Eckersberg en 1828. Él perdió a sus padres en ese momento por el tifus, y se convirtió en el único defensor de sus hermanas menores. Se hizo cargo de varios encargos que habían pertenecido a su padre, incluidos algunos ejemplares de una colección de retratos en el Palacio de Frederiksborg y de unas pinturas decorativas en el Palacio de Christiansborg.

## Estudio en el extranjero
En 1835 recibió un estipendio de dos años para viajar al extranjero, al que siguió un estipendio adicional de un año. Sus viajes lo llevaron por Berlín, Dresde, Praga, Núremberg y Múnich en su camino a Italia, donde viajó extensamente y permaneció en los períodos más largos en Roma, Nápoles y Pompeya. En Italia conoció a su compañero Dane, el escultor Bertel Thorvaldsen. Viajó con otros artistas daneses, como Jørgen Roed, Christen Købke y el pintor decorativo Georg Christian Hilker.
La Sociedad de Arte de Copenhague (Kunstforening) le encargó una pintura a Hansen en 1837, y él les brindó Artistas daneses en Roma (Et Selskab af danske Kunstnere i Rom). Además, pintó escenas populares italianas y estudios de antigüedades y arquitectura romanas que reflejan el espíritu de Eckersberg.
Después de ocho años en Italia, finalmente regresó a Dinamarca, permaneciendo brevemente en Múnich, donde estudió la técnica de la pintura al fresco, anticipándose a una comisión, junto con Georg Hilker, para decorar el vestíbulo de la Universidad de Copenhague en Frue Plads. Este trabajo le llevó desde 1844 hasta 1853. Hansen pintó las figuras mitológicas, mientras que Hilker pintó las decoraciones y los marcos.

## Matrimonio
Se casó con Magdalena Barbara Købke en 1846, y tuvieron trece hijos. Sin embargo, cuatro niños murieron dentro de un año después de haber nacido y uno de sus hijos, Hans Christian, falleció a la edad de diecinueve en un naufragio.
En 1854 fue nombrado profesor en la Academia, pero primero se convirtió en miembro de la Academia en 1864. Una de sus hijas, Elise Konstantin-Hansen, se convirtió en una pintora reconocida, y otra, Kristiane Konstantin-Hansen, se convirtió en tejedora de tapices.